# پیکانیا

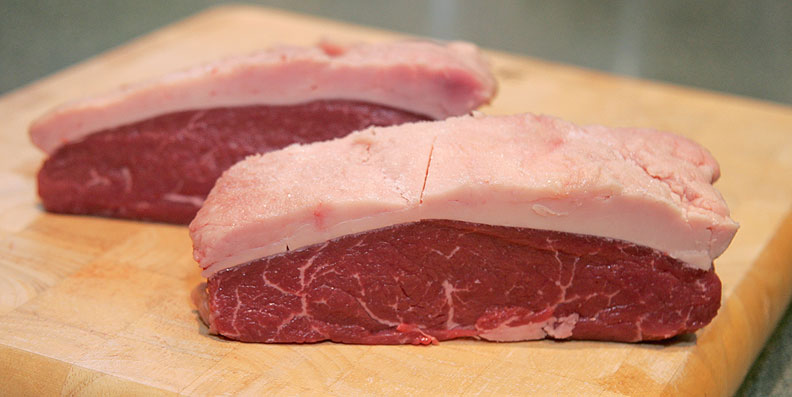
پیکانیا

پیکانیا (به انگلیسی: Picanha) قطعه‌ای از گوشت گاو است که ابتدا در برزیل رایج و بعدا در پرتغال پذیرفته شد.
در ایالات متحده، این برش کم‌تر شناخته شده‌است. قصابان آمریکای شمالی به طور کلی این برش را به برش‌های دیگر مانند کفل، گرد و کمر تقسیم می‌کنند. این برش متشکل از عضله دوسر ران و کلاهک چربی آن است. در سال‌های اخیر این برش در بیش‌تر کشورهای آمریکای لاتین رایج شده و به‌عنوان یک گوشت خوشمزه در فرهنگ باربیکیو شهرت پیدا کرده‌است.